# Per Jarlbo
Per Börje Jarlbo, född 11 juli 1927 i Stockholm, död 19 juli 2022 , var en svensk väg- och vattenbyggnadsingenjör. 
Jarlbo, som var son till maskinreparatör Karl Jarlbo och Inez Svensson, avlade studentexamen 1947 och utexaminerades från Kungliga Tekniska högskolan 1954. Han var biträdande stadsingenjör i Vaxholms stad 1952, blev byråingenjör på stadsingenjörskontoret i Nacka stad 1953, på stadsingenjörskontoret i Halmstads stad 1956, var stadsingenjör i Kalmar stad/kommun från 1964 och slutligen stadsbyggnadschef där fram till pension 1991. Han var ordförande i fastighetstaxeringsnämnden och sekreterare i byggnadsnämnden i Halmstads stad 1962–1963.
Kalmar kommun beslutade under 2016 att Per Jarlbo skulle föräras med en gata, vilket sedan i stället blev ett torg i stadsdelen Fredriksskans: Per Jarlbos torg.